# McKeesport, Pennsylvania
McKeesport, grad u saveznoj američkoj državi Pennsylvania smješten na mjestu gdje se sastaju rijeke Monongahela i Youghiogheny u okrugu Allegheny. Naselje je osnovao John McKee 1795., izgradivši kolibu u blizini rijeke Monongahela, a već 1832. podignuta je i prva škola. Grad je dobio ime po svome utemeljivaču. Populacija 24,040 (2000.).

## Vanjske poveznice
- McKeesport, PA